# NGC 526
NGC 526 – para oddziałujących ze sobą grawitacyjnie galaktyk soczewkowatych, znajdująca się w gwiazdozbiorze Rzeźbiarza. Odkrył ją John Herschel 1 września 1834 roku, choć w swoim teleskopie widział on te galaktyki jako jeden lekko wydłużony obiekt.
Zachodnia, większa z galaktyk, nosi oznaczenia PGC 5120 oraz PGC 5131 w Katalogu Głównych Galaktyk, jest też często nazywana NGC 526A. Jest galaktyką Seyferta typu 1.9 oraz silnym źródłem promieniowania X.
Mniejsza, wschodnia galaktyka nosi oznaczenie PGC 5135, zwana jest też często NGC 526B.